# Indische Plaat

De Indische Plaat in het rood, geheel rechts onder de groene Euraziatische Plaat

De Indische Plaat is in de platentektoniek een middelgrote tektonische plaat, die bestaat uit het Indisch Subcontinent en een deel van de Indische Oceaankorst. Vaak wordt de plaat als één geheel gezien met de Australische Plaat, omdat de twee platen sinds het Vroeg-Eoceen als één geheel naar het noordoosten bewegen.
De Indische Plaat grenst behalve aan de Australische Plaat in het zuidoosten aan de Afrikaanse Plaat in het zuidwesten, de Arabische Plaat in het westen, en de Euraziatische Plaat in het noorden.
De Indische Plaat ontstond in het Laat-Jura (rond 180 miljoen jaar geleden) bij het uiteenvallen van het supercontinent Pangea. De zuidelijke helft van Pangea viel uit elkaar in Antarctica, Afrika, het Indisch Subcontinent (meestal gewoon "India" genoemd) en Australië. Sindsdien is India vanuit het zuidpoolgebied tot zijn huidige positie iets ten noorden van de evenaar verschoven. Daarbij kwam het vanaf zo'n 10 miljoen jaar geleden tot een botsing met Azië, waarbij de Himalaya's gevormd werden. Dankzij de grote snelheid van India (op het moment zo'n 5,4 centimeter/jaar) is dit het hoogste gebergte ter wereld.